# Mira (film, 1995)
Mira je slovenski kratki dramski TV film iz leta 1995, posnet po povesti Mira Ivana Cankarja (Volja in moč).
Govori o večni moški neodločenosti med žensko v podobi madone in njeno čutno zapeljivo različico, prešuštnico Evinega tipa.

## Kritike
Leiler Ženja je napisala, da je Cankarjeva novela zelo dobra, vendar neprimerna za ekranizacijo, zaradi česar je film medel, ni pa ga označila za spodletelega. Opisala ga je kot skupek lepih razglednic, popisanih z visokoliterarnimi napisi. Opazila je dvojne sence, ki jih naravna svetloba ne ustvarja in odsotnost zvokov okolja, ki delajo nenaravne dialoge še bolj umetne.
Vesna Marinčič je napisala, da je Mira še en slab slovenski video izdelek o hrepenenju slovenskih mož. Označila ga je za negledljivega in smešnega v svoji patetični, nikomur jasni breizhodnosti. Zdelo se ji je, da je Škofov obraz tako zamaskiran, da ga komaj premika. Lik Omanove je opisala kot še eno njeno premikajočo se statuo s praznim, a zagonetnim nasmehom.

## Zasedba
- Janez Škof: slikar Jošt
- Bernarda Oman: Mira
- Maruša Oblak

## Ekipa
- dramaturgija: Diana Martinec
- fotografija: Jure Pervanje
- scenografija: Tomaž Marolt
- kostumografija: Jerneja Jambrek

vir